# Owuo
Owuo is een mythologisch figuur, die in diverse Afrikaanse culturen wordt geassocieerd met de dood. Het verhaal komt oorspronkelijk uit de West-Afrikaanse landen Ghana en Togo. In het Twi is owuo het woord voor "dood". Het verhaal wordt echter in het hele continent verteld, tot aan Zuid-Afrika toe.

## Legende
De legende vertelt over een Afrikaans jongetje dat voor de reus Owuo werkte in ruil voor voedsel. Later nam de reus ook zijn zus in dienst. De reus at beide kinderen echter op. Daarop staken de dorpelingen de reus in brand. Tussen zijn haar vonden ze een flesje met magische drank. Hiermee kwamen de jongen en het meisje weer tot leven. Een druppel van de drank viel op de as van Uwuo, maar slechts zijn oog kwam weer tot leven. Elke keer als hij met zijn oog knippert, sterft er iemand.